# 2025-ös IIHF divízió III-as jégkorong-világbajnokság
A 2025-ös IIHF divízió III-as jégkorong-világbajnokság A csoportjának mérkőzéseit Isztambulban, Törökországban rendezték 2025. április 21–27. között. A B csoport mérkőzéseit Santiago de Querétaróban, Mexikóban rendezték április 27. és május 3. között.

## A csoport

### Résztvevők
| Csapat                  | Kvalifikáció                                             |
| ----------------------- | -------------------------------------------------------- |
| Törökország             | Rendező, a 2024-es divízió II/B 6. helyezettje, kiesett. |
| Kirgizisztán            | A 2024-es divízió III/A 2. helyezettje.                  |
| Luxemburg               | A 2024-es divízió III/A 3. helyezettje.                  |
| Türkmenisztán           | A 2024-es divízió III/A 4. helyezettje.                  |
| Dél-afrikai Köztársaság | A 2024-es divízió III/A 5. helyezettje.                  |
| Bosznia-Hercegovina     | A 2024-es divízió III/B 1. helyezettje, feljutott.       |

### Tabella
| Hely. | Csapat                  | M | Gy | HGy | HV | V | G+ | G– | Gk  | P  | Feljutás vagy kiesés        |
| ----- | ----------------------- | - | -- | --- | -- | - | -- | -- | --- | -- | --------------------------- |
| 1.    | Kirgizisztán            | 5 | 5  | 0   | 0  | 0 | 27 | 5  | +22 | 15 | Feljutott a divízió II/B-be |
| 2.    | Türkmenisztán           | 5 | 3  | 1   | 0  | 1 | 20 | 18 | +2  | 11 |                             |
| 3.    | Törökország (R)         | 5 | 3  | 0   | 0  | 2 | 19 | 8  | +11 | 9  |                             |
| 4.    | Dél-afrikai Köztársaság | 5 | 1  | 0   | 1  | 3 | 12 | 24 | −12 | 4  |                             |
| 5.    | Bosznia-Hercegovina     | 5 | 1  | 0   | 0  | 4 | 12 | 16 | −4  | 3  |                             |
| 6.    | Luxemburg               | 5 | 1  | 0   | 0  | 4 | 10 | 29 | −19 | 3  | Kiesett a divízió III/B-be  |

### Eredmények
A mérkőzések kezdési időpontjai helyi idő szerint (UTC+3) értendők.
| 2025. április 21. 13:00 | Kirgizisztán | 5–2 (2–1, 2–0, 1–1) | Dél-afrikai Köztársaság | Zeytinburnu jégpálya, Isztambul Nézőszám: 75 |

| Jegyzőkönyv | Jegyzőkönyv      | Jegyzőkönyv                    | Jegyzőkönyv | Jegyzőkönyv                                                       |
| --- | ---------------- | ------------------------------ | ----------- | ----------------------------------------------------------------- |
| | Alexander Petrov | Kapusok                        | Ryan Boyd   | Játékvezető: Filip Metzinger Vonalbírók: Gökhan Peker Jozef Tichý |
| \| \| 0–1 \| 00:47 – Samaii (Van Doesburgh) \| \| Kudashev (Titov) – 03:59 \| 1–1 \| \| \| Tonkikh (Chuvalov, Shirokov) – 12:32 \| 2–1 \| \| \| Nosov (Kudashev, Shirokov) – 30:46 \| 3–1 \| \| \| Tonkikh (Terentyev) (PP) – 32:28 \| 4–1 \| \| \| Seifulov (PS) – 44:28 \| 5–1 \| \| \| \| 5–2 \| 58:30 – Morris (Obery) \| |                  |                                |             | Játékvezető: Filip Metzinger Vonalbírók: Gökhan Peker Jozef Tichý |
| 8 perc | Büntetések       | 10 perc                        |             | Játékvezető: Filip Metzinger Vonalbírók: Gökhan Peker Jozef Tichý |
| 43 | Lövések          | 22                             |             | Játékvezető: Filip Metzinger Vonalbírók: Gökhan Peker Jozef Tichý |
| | 0–1              | 00:47 – Samaii (Van Doesburgh) |             | Játékvezető: Filip Metzinger Vonalbírók: Gökhan Peker Jozef Tichý |
| Kudashev (Titov) – 03:59 | 1–1              |                                |             | Játékvezető: Filip Metzinger Vonalbírók: Gökhan Peker Jozef Tichý |
| Tonkikh (Chuvalov, Shirokov) – 12:32 | 2–1              |                                |             | Játékvezető: Filip Metzinger Vonalbírók: Gökhan Peker Jozef Tichý |
| Nosov (Kudashev, Shirokov) – 30:46 | 3–1              |                                |             |                                                                   |
| Tonkikh (Terentyev) (PP) – 32:28 | 4–1              |                                |             |                                                                   |
| Seifulov (PS) – 44:28 | 5–1              |                                |             |                                                                   |
| | 5–2              | 58:30 – Morris (Obery)         |             |                                                                   |

| 2025. április 21. 16:30 | Bosznia-Hercegovina | 1–3 (1–1, 0–0, 0–2) | Türkmenisztán | Zeytinburnu jégpálya, Isztambul Nézőszám: 55 |

| Jegyzőkönyv | Jegyzőkönyv | Jegyzőkönyv                               | Jegyzőkönyv      | Jegyzőkönyv                                                           |
| --- | ----------- | ----------------------------------------- | ---------------- | --------------------------------------------------------------------- |
| | Ivan Popov  | Kapusok                                   | Keremli Charyyev | Játékvezető: Ryan Cairns Vonalbírók: Martin Boyadjiev Taha Kavlakoğlu |
| \| \| 0–1 \| 04:37 – Annasaparov (Bayjayev) \| \| Krehić – 13:39 \| 1–1 \| \| \| \| 1–2 \| 46:57 – K. Baylyyev (Vahovskiy, Hydyrov) \| \| \| 1–3 \| 49:51 – Hydyrov (Vahovskiy, Annageldiyev) \| |             |                                           |                  | Játékvezető: Ryan Cairns Vonalbírók: Martin Boyadjiev Taha Kavlakoğlu |
| 37 perc | Büntetések  | 6 perc                                    |                  | Játékvezető: Ryan Cairns Vonalbírók: Martin Boyadjiev Taha Kavlakoğlu |
| 25 | Lövések     | 42                                        |                  | Játékvezető: Ryan Cairns Vonalbírók: Martin Boyadjiev Taha Kavlakoğlu |
| | 0–1         | 04:37 – Annasaparov (Bayjayev)            |                  | Játékvezető: Ryan Cairns Vonalbírók: Martin Boyadjiev Taha Kavlakoğlu |
| Krehić – 13:39 | 1–1         |                                           |                  | Játékvezető: Ryan Cairns Vonalbírók: Martin Boyadjiev Taha Kavlakoğlu |
| | 1–2         | 46:57 – K. Baylyyev (Vahovskiy, Hydyrov)  |                  | Játékvezető: Ryan Cairns Vonalbírók: Martin Boyadjiev Taha Kavlakoğlu |
| | 1–3         | 49:51 – Hydyrov (Vahovskiy, Annageldiyev) |                  |                                                                       |

| 2025. április 21. 20:00 | Luxemburg | 1–7 (0–4, 0–2, 1–1) | Törökország | Zeytinburnu jégpálya, Isztambul Nézőszám: 1453 |

| Jegyzőkönyv | Jegyzőkönyv   | Jegyzőkönyv                             | Jegyzőkönyv  | Jegyzőkönyv                                                                |
| --- | ------------- | --------------------------------------- | ------------ | -------------------------------------------------------------------------- |
| | Sven Oberweis | Kapusok                                 | Sava Voronov | Játékvezető: Nicolaas van Grinsven Vonalbírók: Damir Dairov Óli Gunnarsson |
| \| \| 0–1 \| 03:46 – Bakal (Bingöl, E. Faner) \| \| \| 0–2 \| 05:11 – Çolak (Savaş, Ö. Karş) \| \| \| 0–3 \| 17:54 – Karadağ (Bakal, Bingöl) \| \| \| 0–4 \| 18:53 – F. Faner (Y. Karş, Bingöl) (PP) \| \| \| 0–5 \| 23:43 – Kabay (Hars) \| \| \| 0–6 \| 32:16 – Karadağ (Bingöl) \| \| Cannon (Mossong, Mosr) – 46:10 \| 1–6 \| \| \| \| 1–7 \| 48:15 – E. Faner (Savaş, Çolak) (PP) \| |               |                                         |              | Játékvezető: Nicolaas van Grinsven Vonalbírók: Damir Dairov Óli Gunnarsson |
| 10 perc | Büntetések    | 0 perc                                  |              | Játékvezető: Nicolaas van Grinsven Vonalbírók: Damir Dairov Óli Gunnarsson |
| 19 | Lövések       | 45                                      |              | Játékvezető: Nicolaas van Grinsven Vonalbírók: Damir Dairov Óli Gunnarsson |
| | 0–1           | 03:46 – Bakal (Bingöl, E. Faner)        |              | Játékvezető: Nicolaas van Grinsven Vonalbírók: Damir Dairov Óli Gunnarsson |
| | 0–2           | 05:11 – Çolak (Savaş, Ö. Karş)          |              | Játékvezető: Nicolaas van Grinsven Vonalbírók: Damir Dairov Óli Gunnarsson |
| | 0–3           | 17:54 – Karadağ (Bakal, Bingöl)         |              | Játékvezető: Nicolaas van Grinsven Vonalbírók: Damir Dairov Óli Gunnarsson |
| | 0–4           | 18:53 – F. Faner (Y. Karş, Bingöl) (PP) |              |                                                                            |
| | 0–5           | 23:43 – Kabay (Hars)                    |              |                                                                            |
| | 0–6           | 32:16 – Karadağ (Bingöl)                |              |                                                                            |
| Cannon (Mossong, Mosr) – 46:10 | 1–6           |                                         |              |                                                                            |
| | 1–7           | 48:15 – E. Faner (Savaş, Çolak) (PP)    |              |                                                                            |

| 2025. április 22. 13:00 | Dél-afrikai Köztársaság | 3–2 (1–0, 2–1, 0–1) | Bosznia-Hercegovina | Zeytinburnu jégpálya, Isztambul Nézőszám: 57 |

| Jegyzőkönyv | Jegyzőkönyv | Jegyzőkönyv                           | Jegyzőkönyv | Jegyzőkönyv                                                        |
| --- | ----------- | ------------------------------------- | ----------- | ------------------------------------------------------------------ |
| | Ryan Boyd   | Kapusok                               | Ivan Popov  | Játékvezető: Petter Bakken Vonalbírók: Taha Kavlakoğlu Jozef Tichý |
| \| Kamish (Levi, Compton) – 17:44 \| 1–0 \| \| \| \| 1–1 \| 20:52 – Mlivić (Miškić, H. Mrkva) \| \| Kluyts (Valadas, Morris) – 23:13 \| 2–1 \| \| \| Carelse (Samaai, Van Doesburgh) – 23:28 \| 3–1 \| \| \| \| 3–2 \| 57:28 – T. Mrkva (Mlivić, Drnda) (PP) \| |             |                                       |             | Játékvezető: Petter Bakken Vonalbírók: Taha Kavlakoğlu Jozef Tichý |
| 31 perc | Büntetések  | 8 perc                                |             | Játékvezető: Petter Bakken Vonalbírók: Taha Kavlakoğlu Jozef Tichý |
| 33 | Lövések     | 43                                    |             | Játékvezető: Petter Bakken Vonalbírók: Taha Kavlakoğlu Jozef Tichý |
| Kamish (Levi, Compton) – 17:44 | 1–0         |                                       |             | Játékvezető: Petter Bakken Vonalbírók: Taha Kavlakoğlu Jozef Tichý |
| | 1–1         | 20:52 – Mlivić (Miškić, H. Mrkva)     |             | Játékvezető: Petter Bakken Vonalbírók: Taha Kavlakoğlu Jozef Tichý |
| Kluyts (Valadas, Morris) – 23:13 | 2–1         |                                       |             | Játékvezető: Petter Bakken Vonalbírók: Taha Kavlakoğlu Jozef Tichý |
| Carelse (Samaai, Van Doesburgh) – 23:28 | 3–1         |                                       |             |                                                                    |
| | 3–2         | 57:28 – T. Mrkva (Mlivić, Drnda) (PP) |             |                                                                    |

| 2025. április 22. 16:30 | Kirgizisztán | 6–0 (0–0, 3–0, 3–0) | Luxemburg | Zeytinburnu jégpálya, Isztambul Nézőszám: 150 |

| Jegyzőkönyv | Jegyzőkönyv      | Jegyzőkönyv | Jegyzőkönyv                 | Jegyzőkönyv                                                        |
| --- | ---------------- | ----------- | --------------------------- | ------------------------------------------------------------------ |
| | Alexander Petrov | Kapusok     | Sven Oberweis Sven Cruchten | Játékvezető: Filip Metzinger Vonalbírók: Damir Dairov Gökhan Peker |
| \| Chuvalov (Terentyev, Tonkikh) – 28:58 \| 1–0 \| \| \| Mirbekov (Bekmuratov) – 30:47 \| 2–0 \| \| \| Seifulov (Abdyraev, Kudashev) – 37:20 \| 3–0 \| \| \| Nosov (Chuvalov, Terentyev) – 52:33 \| 4–0 \| \| \| Abdyraev (Seifulov) – 53:33 \| 5–0 \| \| \| Abdyraev (Chuvalov, Titov) – 55:24 \| 6–0 \| \| |                  |             |                             | Játékvezető: Filip Metzinger Vonalbírók: Damir Dairov Gökhan Peker |
| 4 perc | Büntetések       | 6 perc      |                             | Játékvezető: Filip Metzinger Vonalbírók: Damir Dairov Gökhan Peker |
| 50 | Lövések          | 13          |                             | Játékvezető: Filip Metzinger Vonalbírók: Damir Dairov Gökhan Peker |
| Chuvalov (Terentyev, Tonkikh) – 28:58 | 1–0              |             |                             | Játékvezető: Filip Metzinger Vonalbírók: Damir Dairov Gökhan Peker |
| Mirbekov (Bekmuratov) – 30:47 | 2–0              |             |                             | Játékvezető: Filip Metzinger Vonalbírók: Damir Dairov Gökhan Peker |
| Seifulov (Abdyraev, Kudashev) – 37:20 | 3–0              |             |                             | Játékvezető: Filip Metzinger Vonalbírók: Damir Dairov Gökhan Peker |
| Nosov (Chuvalov, Terentyev) – 52:33 | 4–0              |             |                             |                                                                    |
| Abdyraev (Seifulov) – 53:33 | 5–0              |             |                             |                                                                    |
| Abdyraev (Chuvalov, Titov) – 55:24 | 6–0              |             |                             |                                                                    |

| 2025. április 22. 20:00 | Törökország | 1–2 (1–1, 0–1, 0–0) | Türkmenisztán | Zeytinburnu jégpálya, Isztambul Nézőszám: 1071 |

| Jegyzőkönyv | Jegyzőkönyv  | Jegyzőkönyv                               | Jegyzőkönyv      | Jegyzőkönyv                                                          |
| --- | ------------ | ----------------------------------------- | ---------------- | -------------------------------------------------------------------- |
| | Sava Voronov | Kapusok                                   | Keremli Charyyev | Játékvezető: Ryan Cairns Vonalbírók: Martin Boyadjiev Kang Kyu-seong |
| \| \| 0–1 \| 07:29 – K. Baylyyev (Vahovskiy, Tannyyev) \| \| Bakal (Y. Karş, F. Faner) (PP) – 16:36 \| 1–1 \| \| \| \| 1–2 \| 21:36 – Vahovskiy (Barkovskiy) \| |              |                                           |                  | Játékvezető: Ryan Cairns Vonalbírók: Martin Boyadjiev Kang Kyu-seong |
| 8 perc | Büntetések   | 6 perc                                    |                  | Játékvezető: Ryan Cairns Vonalbírók: Martin Boyadjiev Kang Kyu-seong |
| 28 | Lövések      | 25                                        |                  | Játékvezető: Ryan Cairns Vonalbírók: Martin Boyadjiev Kang Kyu-seong |
| | 0–1          | 07:29 – K. Baylyyev (Vahovskiy, Tannyyev) |                  | Játékvezető: Ryan Cairns Vonalbírók: Martin Boyadjiev Kang Kyu-seong |
| Bakal (Y. Karş, F. Faner) (PP) – 16:36 | 1–1          |                                           |                  | Játékvezető: Ryan Cairns Vonalbírók: Martin Boyadjiev Kang Kyu-seong |
| | 1–2          | 21:36 – Vahovskiy (Barkovskiy)            |                  | Játékvezető: Ryan Cairns Vonalbírók: Martin Boyadjiev Kang Kyu-seong |

| 2025. április 24. 13:00 | Luxemburg | 3–8 (1–1, 1–0, 0–7) | Türkmenisztán | Zeytinburnu jégpálya, Isztambul Nézőszám: 55 |

| Jegyzőkönyv | Jegyzőkönyv   | Jegyzőkönyv                             | Jegyzőkönyv      | Jegyzőkönyv                                                      |
| --- | ------------- | --------------------------------------- | ---------------- | ---------------------------------------------------------------- |
| | Sven Oberweis | Kapusok                                 | Keremli Charyyev | Játékvezető: Ryan Cairns Vonalbírók: Kang Kyu-seong Gökhan Peker |
| \| Mossong (Mosr, Cannon) – 09:28 \| 1–0 \| \| \| \| 1–1 \| 17:07 – Barkovskiy (Tannyyev, Baylyyev) \| \| Cannon (Mossong) – 36:23 \| 2–1 \| \| \| \| 2–2 \| 42:40 – Baymyradov \| \| \| 2–3 \| 47:12 – M. Baylyyev (Kakabayev) \| \| \| 2–4 \| 47:37 – Baymyradov (Annageldiyev) \| \| \| 2–5 \| 48:07 – Barkovskiy \| \| \| 2–6 \| 48:54 – Annageldiyev (Aganiyazov) (PP) \| \| \| 2–7 \| 54:17 – Gylyjov \| \| Mossong (Springer, Cannon) (PP) – 55:53 \| 3–7 \| \| \| \| 3–8 \| 58:00 – Barkovskiy (Kakajanov) \| |               |                                         |                  | Játékvezető: Ryan Cairns Vonalbírók: Kang Kyu-seong Gökhan Peker |
| 6 perc | Büntetések    | 8 perc                                  |                  | Játékvezető: Ryan Cairns Vonalbírók: Kang Kyu-seong Gökhan Peker |
| 28 | Lövések       | 38                                      |                  | Játékvezető: Ryan Cairns Vonalbírók: Kang Kyu-seong Gökhan Peker |
| Mossong (Mosr, Cannon) – 09:28 | 1–0           |                                         |                  | Játékvezető: Ryan Cairns Vonalbírók: Kang Kyu-seong Gökhan Peker |
| | 1–1           | 17:07 – Barkovskiy (Tannyyev, Baylyyev) |                  | Játékvezető: Ryan Cairns Vonalbírók: Kang Kyu-seong Gökhan Peker |
| Cannon (Mossong) – 36:23 | 2–1           |                                         |                  | Játékvezető: Ryan Cairns Vonalbírók: Kang Kyu-seong Gökhan Peker |
| | 2–2           | 42:40 – Baymyradov                      |                  |                                                                  |
| | 2–3           | 47:12 – M. Baylyyev (Kakabayev)         |                  |                                                                  |
| | 2–4           | 47:37 – Baymyradov (Annageldiyev)       |                  |                                                                  |
| | 2–5           | 48:07 – Barkovskiy                      |                  |                                                                  |
| | 2–6           | 48:54 – Annageldiyev (Aganiyazov) (PP)  |                  |                                                                  |
| | 2–7           | 54:17 – Gylyjov                         |                  |                                                                  |
| Mossong (Springer, Cannon) (PP) – 55:53 | 3–7           |                                         |                  |                                                                  |
| | 3–8           | 58:00 – Barkovskiy (Kakajanov)          |                  |                                                                  |

| 2025. április 24. 16:30 | Kirgizisztán | 5–1 (2–0, 1–0, 2–1) | Bosznia-Hercegovina | Zeytinburnu jégpálya, Isztambul Nézőszám: 63 |

| Jegyzőkönyv | Jegyzőkönyv      | Jegyzőkönyv                            | Jegyzőkönyv | Jegyzőkönyv                                                             |
| --- | ---------------- | -------------------------------------- | ----------- | ----------------------------------------------------------------------- |
| | Alexander Petrov | Kapusok                                | Ivan Popov  | Játékvezető: Nicolaas van Grinsven Vonalbírók: Damir Dairov Jozef Tichý |
| \| Isamatov – 07:13 \| 1–0 \| \| \| Seifulov (Titov, Mirbekov) – 10:09 \| 2–0 \| \| \| Seifulov (Isamatov, Terentyev) – 30:37 \| 3–0 \| \| \| Shirokov (Terentyev) (PP) – 43:08 \| 4–0 \| \| \| \| 4–1 \| 52:01 – Krehić (T. Mrkva, Miškić) (PP) \| \| Saptiov (PP) – 59:56 \| 5–1 \| \| |                  |                                        |             | Játékvezető: Nicolaas van Grinsven Vonalbírók: Damir Dairov Jozef Tichý |
| 73 perc | Büntetések       | 87 perc                                |             | Játékvezető: Nicolaas van Grinsven Vonalbírók: Damir Dairov Jozef Tichý |
| 56 | Lövések          | 20                                     |             | Játékvezető: Nicolaas van Grinsven Vonalbírók: Damir Dairov Jozef Tichý |
| Isamatov – 07:13 | 1–0              |                                        |             | Játékvezető: Nicolaas van Grinsven Vonalbírók: Damir Dairov Jozef Tichý |
| Seifulov (Titov, Mirbekov) – 10:09 | 2–0              |                                        |             | Játékvezető: Nicolaas van Grinsven Vonalbírók: Damir Dairov Jozef Tichý |
| Seifulov (Isamatov, Terentyev) – 30:37 | 3–0              |                                        |             | Játékvezető: Nicolaas van Grinsven Vonalbírók: Damir Dairov Jozef Tichý |
| Shirokov (Terentyev) (PP) – 43:08 | 4–0              |                                        |             |                                                                         |
| | 4–1              | 52:01 – Krehić (T. Mrkva, Miškić) (PP) |             |                                                                         |
| Saptiov (PP) – 59:56 | 5–1              |                                        |             |                                                                         |

| 2025. április 24. 20:00 | Törökország | 7–0 (3–0, 3–0, 1–0) | Dél-afrikai Köztársaság | Zeytinburnu jégpálya, Isztambul Nézőszám: 750 |

| Jegyzőkönyv | Jegyzőkönyv  | Jegyzőkönyv | Jegyzőkönyv                  | Jegyzőkönyv                                                            |
| --- | ------------ | ----------- | ---------------------------- | ---------------------------------------------------------------------- |
| | Sava Voronov | Kapusok     | Ryan Boyd Ruan van der Merwe | Játékvezető: Petter Bakken Vonalbírók: Martin Boyadjiev Óli Gunnarsson |
| \| Bakal (İnandı) – 06:39 \| 1–0 \| \| \| Uzunali (Odabaş, Çolak) – 12:01 \| 2–0 \| \| \| Ö. Karş (Demirdelen, Uzunali) – 17:51 \| 3–0 \| \| \| F. Faner (Y. Karş, Karadağ) – 27:47 \| 4–0 \| \| \| Savaş (Ö. Karş, E. Faner) 28:03 \| 5–0 \| \| \| Odabaş (Çolak, Hars) – 37:40 \| 6–0 \| \| \| İnandı (Karadağ, Y. Karş) (PP) – 50:11 \| 7–0 \| \| |              |             |                              | Játékvezető: Petter Bakken Vonalbírók: Martin Boyadjiev Óli Gunnarsson |
| 6 perc | Büntetések   | 4 perc      |                              | Játékvezető: Petter Bakken Vonalbírók: Martin Boyadjiev Óli Gunnarsson |
| 39 | Lövések      | 23          |                              | Játékvezető: Petter Bakken Vonalbírók: Martin Boyadjiev Óli Gunnarsson |
| Bakal (İnandı) – 06:39 | 1–0          |             |                              | Játékvezető: Petter Bakken Vonalbírók: Martin Boyadjiev Óli Gunnarsson |
| Uzunali (Odabaş, Çolak) – 12:01 | 2–0          |             |                              | Játékvezető: Petter Bakken Vonalbírók: Martin Boyadjiev Óli Gunnarsson |
| Ö. Karş (Demirdelen, Uzunali) – 17:51 | 3–0          |             |                              | Játékvezető: Petter Bakken Vonalbírók: Martin Boyadjiev Óli Gunnarsson |
| F. Faner (Y. Karş, Karadağ) – 27:47 | 4–0          |             |                              |                                                                        |
| Savaş (Ö. Karş, E. Faner) 28:03 | 5–0          |             |                              |                                                                        |
| Odabaş (Çolak, Hars) – 37:40 | 6–0          |             |                              |                                                                        |
| İnandı (Karadağ, Y. Karş) (PP) – 50:11 | 7–0          |             |                              |                                                                        |

| 2025. április 25. 13:00 | Türkmenisztán | 1–8 (0–4, 1–3, 0–1) | Kirgizisztán | Zeytinburnu jégpálya, Isztambul Nézőszám: 45 |

| Jegyzőkönyv | Jegyzőkönyv      | Jegyzőkönyv                         | Jegyzőkönyv                    | Jegyzőkönyv                                                        |
| --- | ---------------- | ----------------------------------- | ------------------------------ | ------------------------------------------------------------------ |
| | Keremli Charyyev | Kapusok                             | Alexander Petrov Artem Vasilev | Játékvezető: Petter Bakken Vonalbírók: Taha Kavlakoğlu Jozef Tichy |
| \| \| 0–1 \| 06:18 – Abdyraev (Titov, Seifulov) \| \| \| 0–2 \| 07:57 – Tonkikh (Chuvalov) \| \| \| 0–3 \| 09:31 – Mirbekov (Titov, Seifulov) \| \| \| 0–4 \| 14:45 – Nosov (PP) \| \| \| 0–5 \| 20:53 – Seifulov (Isamatov) (SH) \| \| \| 0–6 \| 32:43 – Sapitov (Leshchenko, Popov) \| \| Barkovskiy (Baymyradov) – 34:20 \| 1–6 \| \| \| \| 1–7 \| 38:02 – Chuvalov (Nosov, Tonkikh) \| \| \| 1–8 \| 53:08 – Mirbekov (Ismanov, Sapitov) \| |                  |                                     |                                | Játékvezető: Petter Bakken Vonalbírók: Taha Kavlakoğlu Jozef Tichy |
| 8 perc | Büntetések       | 4 perc                              |                                | Játékvezető: Petter Bakken Vonalbírók: Taha Kavlakoğlu Jozef Tichy |
| 11 | Lövések          | 56                                  |                                | Játékvezető: Petter Bakken Vonalbírók: Taha Kavlakoğlu Jozef Tichy |
| | 0–1              | 06:18 – Abdyraev (Titov, Seifulov)  |                                | Játékvezető: Petter Bakken Vonalbírók: Taha Kavlakoğlu Jozef Tichy |
| | 0–2              | 07:57 – Tonkikh (Chuvalov)          |                                | Játékvezető: Petter Bakken Vonalbírók: Taha Kavlakoğlu Jozef Tichy |
| | 0–3              | 09:31 – Mirbekov (Titov, Seifulov)  |                                | Játékvezető: Petter Bakken Vonalbírók: Taha Kavlakoğlu Jozef Tichy |
| | 0–4              | 14:45 – Nosov (PP)                  |                                |                                                                    |
| | 0–5              | 20:53 – Seifulov (Isamatov) (SH)    |                                |                                                                    |
| | 0–6              | 32:43 – Sapitov (Leshchenko, Popov) |                                |                                                                    |
| Barkovskiy (Baymyradov) – 34:20 | 1–6              |                                     |                                |                                                                    |
| | 1–7              | 38:02 – Chuvalov (Nosov, Tonkikh)   |                                |                                                                    |
| | 1–8              | 53:08 – Mirbekov (Ismanov, Sapitov) |                                |                                                                    |

| 2025. április 25. 16:30 | Dél-afrikai Köztársaság | 2–4 (1–2, 0–1, 1–1) | Luxemburg | Zeytinburnu jégpálya, Isztambul Nézőszám: 60 |

| Jegyzőkönyv | Jegyzőkönyv   | Jegyzőkönyv                        | Jegyzőkönyv | Jegyzőkönyv                                                                    |
| --- | ------------- | ---------------------------------- | ----------- | ------------------------------------------------------------------------------ |
| | Sven Oberweis | Kapusok                            | Ryan Boyd   | Játékvezető: Nicolaas van Grinsven Vonalbírók: Martin Boyadjiev Óli Gunnarsson |
| \| Samaii – 08:29 \| 1–0 \| \| \| \| 1–1 \| 10:20 – Cannon (Beran) \| \| \| 1–2 \| 17:43 – Mossong (Cannon) (PP) \| \| \| 1–3 \| 27:00 – Mykkanen (Potucek, Church) \| \| Samaii (Van Doesburgh) – 45:56 \| 2–3 \| \| \| \| 2–4 \| 59:41 – Cannon (Mossong) \| |               |                                    |             | Játékvezető: Nicolaas van Grinsven Vonalbírók: Martin Boyadjiev Óli Gunnarsson |
| 4 perc | Büntetések    | 2 perc                             |             | Játékvezető: Nicolaas van Grinsven Vonalbírók: Martin Boyadjiev Óli Gunnarsson |
| 21 | Lövések       | 28                                 |             | Játékvezető: Nicolaas van Grinsven Vonalbírók: Martin Boyadjiev Óli Gunnarsson |
| Samaii – 08:29 | 1–0           |                                    |             | Játékvezető: Nicolaas van Grinsven Vonalbírók: Martin Boyadjiev Óli Gunnarsson |
| | 1–1           | 10:20 – Cannon (Beran)             |             | Játékvezető: Nicolaas van Grinsven Vonalbírók: Martin Boyadjiev Óli Gunnarsson |
| | 1–2           | 17:43 – Mossong (Cannon) (PP)      |             | Játékvezető: Nicolaas van Grinsven Vonalbírók: Martin Boyadjiev Óli Gunnarsson |
| | 1–3           | 27:00 – Mykkanen (Potucek, Church) |             |                                                                                |
| Samaii (Van Doesburgh) – 45:56 | 2–3           |                                    |             |                                                                                |
| | 2–4           | 59:41 – Cannon (Mossong)           |             |                                                                                |

| 2025. április 25. 20:00 | Bosznia-Hercegovina | 2–3 (0–3, 1–0, 1–0) | Törökország | Zeytinburnu jégpálya, Isztambul Nézőszám: 1036 |

| Jegyzőkönyv | Jegyzőkönyv | Jegyzőkönyv                | Jegyzőkönyv  | Jegyzőkönyv                                                          |
| --- | ----------- | -------------------------- | ------------ | -------------------------------------------------------------------- |
| | Ivan Popov  | Kapusok                    | Sava Voronov | Játékvezető: Filip Metzinger Vonalbírók: Damir Dairov Kang Kyu-seong |
| \| \| 0–1 \| 05:47 – Bakal (İnandı) \| \| \| 0–2 \| 08:54 – İnandı (Karadağ) \| \| \| 0–3 \| 15:35 – Demirdelen (Yavuz) \| \| Gaković (Mlivić, H. Mrkva) (PP) – 21:58 \| 1–3 \| \| \| Mušović (Mlivić) – 43:12 \| 2–3 \| \| |             |                            |              | Játékvezető: Filip Metzinger Vonalbírók: Damir Dairov Kang Kyu-seong |
| 4 perc | Büntetések  | 6 perc                     |              | Játékvezető: Filip Metzinger Vonalbírók: Damir Dairov Kang Kyu-seong |
| 19 | Lövések     | 35                         |              | Játékvezető: Filip Metzinger Vonalbírók: Damir Dairov Kang Kyu-seong |
| | 0–1         | 05:47 – Bakal (İnandı)     |              | Játékvezető: Filip Metzinger Vonalbírók: Damir Dairov Kang Kyu-seong |
| | 0–2         | 08:54 – İnandı (Karadağ)   |              | Játékvezető: Filip Metzinger Vonalbírók: Damir Dairov Kang Kyu-seong |
| | 0–3         | 15:35 – Demirdelen (Yavuz) |              | Játékvezető: Filip Metzinger Vonalbírók: Damir Dairov Kang Kyu-seong |
| Gaković (Mlivić, H. Mrkva) (PP) – 21:58 | 1–3         |                            |              |                                                                      |
| Mušović (Mlivić) – 43:12 | 2–3         |                            |              |                                                                      |

| 2025. április 27. 13:00 | Luxemburg | 2–6 (1–2, 1–3, 0–1) | Bosznia-Hercegovina | Zeytinburnu jégpálya, Isztambul Nézőszám: 75 |

| Jegyzőkönyv | Jegyzőkönyv   | Jegyzőkönyv                               | Jegyzőkönyv | Jegyzőkönyv                                                         |
| --- | ------------- | ----------------------------------------- | ----------- | ------------------------------------------------------------------- |
| | Sven Oberweis | Kapusok                                   | Ivan Popov  | Játékvezető: Filip Metzinger Vonalbírók: Óli Gunnarsson Jozef Tichy |
| \| Mosr (Church) – 04:53 \| 1–0 \| \| \| \| 1–1 \| 05:37 – Capin (Mušović, Mlivić) \| \| \| 1–2 \| 11:39 – Gaković (Miškić) \| \| \| 1–3 \| 22:28 – Smajlović \| \| Cannon – 23:30 \| 2–3 \| \| \| \| 2–4 \| 23:56 – Capin (H. Mrkva, Mušović) \| \| \| 2–5 \| 28:26 – T. Mrkva (Mlivić, Filipović) (PP) \| \| \| 2–6 \| 47:16 – Drnda (H. Mrkva, Cordalija) \| |               |                                           |             | Játékvezető: Filip Metzinger Vonalbírók: Óli Gunnarsson Jozef Tichy |
| 4 perc | Büntetések    | 2 perc                                    |             | Játékvezető: Filip Metzinger Vonalbírók: Óli Gunnarsson Jozef Tichy |
| 29 | Lövések       | 30                                        |             | Játékvezető: Filip Metzinger Vonalbírók: Óli Gunnarsson Jozef Tichy |
| Mosr (Church) – 04:53 | 1–0           |                                           |             | Játékvezető: Filip Metzinger Vonalbírók: Óli Gunnarsson Jozef Tichy |
| | 1–1           | 05:37 – Capin (Mušović, Mlivić)           |             | Játékvezető: Filip Metzinger Vonalbírók: Óli Gunnarsson Jozef Tichy |
| | 1–2           | 11:39 – Gaković (Miškić)                  |             | Játékvezető: Filip Metzinger Vonalbírók: Óli Gunnarsson Jozef Tichy |
| | 1–3           | 22:28 – Smajlović                         |             |                                                                     |
| Cannon – 23:30 | 2–3           |                                           |             |                                                                     |
| | 2–4           | 23:56 – Capin (H. Mrkva, Mušović)         |             |                                                                     |
| | 2–5           | 28:26 – T. Mrkva (Mlivić, Filipović) (PP) |             |                                                                     |
| | 2–6           | 47:16 – Drnda (H. Mrkva, Cordalija)       |             |                                                                     |

| 2025. április 27. 16:30 | Türkmenisztán | 6–5 (h.u.) (2–4, 0–1, 3–0) (h.u.: 1–0) | Dél-afrikai Köztársaság | Zeytinburnu jégpálya, Isztambul Nézőszám: 145 |

| Jegyzőkönyv | Jegyzőkönyv      | Jegyzőkönyv                        | Jegyzőkönyv | Jegyzőkönyv                                                                 |
| --- | ---------------- | ---------------------------------- | ----------- | --------------------------------------------------------------------------- |
| | Keremli Charyyev | Kapusok                            | Ryan Boyd   | Játékvezető: Nicolaas van Grinsven Vonalbírók: Taha Kavlakoğlu Gökhan Peker |
| \| Baymyradov (Aganiyazov, Bayjayev) – 00:31 \| 1–0 \| \| \| \| 1–1 \| 05:35 – Bremner (D. Van der Merwe) \| \| \| 1–2 \| 13:00 – Mlangeni (Compton) \| \| Baymyradov – 13:07 \| 2–2 \| \| \| \| 2–3 \| 13:30 – Kamish (Carelse, Levi) \| \| \| 2–4 \| 15:41 – D. Van der Merwe (Klutys) \| \| \| 2–5 \| 29:35 – Van Doesburgh (Carelse) \| \| Aganiyazov – 43:12 \| 3–5 \| \| \| Barkovskiy (Baylyyev) – 43:33 \| 4–5 \| \| \| Aganiyazov (EA) – 59:59 \| 5–5 \| \| \| Baylyyev (Hydyrov) – 61:46 \| 6–5 \| \| |                  |                                    |             | Játékvezető: Nicolaas van Grinsven Vonalbírók: Taha Kavlakoğlu Gökhan Peker |
| 2 perc | Büntetések       | 2 perc                             |             | Játékvezető: Nicolaas van Grinsven Vonalbírók: Taha Kavlakoğlu Gökhan Peker |
| 28 | Lövések          | 25                                 |             | Játékvezető: Nicolaas van Grinsven Vonalbírók: Taha Kavlakoğlu Gökhan Peker |
| Baymyradov (Aganiyazov, Bayjayev) – 00:31 | 1–0              |                                    |             | Játékvezető: Nicolaas van Grinsven Vonalbírók: Taha Kavlakoğlu Gökhan Peker |
| | 1–1              | 05:35 – Bremner (D. Van der Merwe) |             | Játékvezető: Nicolaas van Grinsven Vonalbírók: Taha Kavlakoğlu Gökhan Peker |
| | 1–2              | 13:00 – Mlangeni (Compton)         |             | Játékvezető: Nicolaas van Grinsven Vonalbírók: Taha Kavlakoğlu Gökhan Peker |
| Baymyradov – 13:07 | 2–2              |                                    |             |                                                                             |
| | 2–3              | 13:30 – Kamish (Carelse, Levi)     |             |                                                                             |
| | 2–4              | 15:41 – D. Van der Merwe (Klutys)  |             |                                                                             |
| | 2–5              | 29:35 – Van Doesburgh (Carelse)    |             |                                                                             |
| Aganiyazov – 43:12 | 3–5              |                                    |             |                                                                             |
| Barkovskiy (Baylyyev) – 43:33 | 4–5              |                                    |             |                                                                             |
| Aganiyazov (EA) – 59:59 | 5–5              |                                    |             |                                                                             |
| Baylyyev (Hydyrov) – 61:46 | 6–5              |                                    |             |                                                                             |

| 2025. április 27. 20:00 | Törökország | 1–3 (0–1, 1–1, 0–1) | Kirgizisztán | Zeytinburnu jégpálya, Isztambul Nézőszám: 1938 |

| Jegyzőkönyv | Jegyzőkönyv  | Jegyzőkönyv                | Jegyzőkönyv      | Jegyzőkönyv                                                            |
| --- | ------------ | -------------------------- | ---------------- | ---------------------------------------------------------------------- |
| | Sava Voronov | Kapusok                    | Alexander Petrov | Játékvezető: Petter Bakken Vonalbírók: Martin Boyadjiev Kang Kyu-seong |
| \| \| 0–1 \| 02:09 – Ismanov (Mirbekov) \| \| Bakal (Çolak) – 22:28 \| 1–1 \| \| \| \| 1–2 \| 26:32 – Chuvalov \| \| \| 1–3 \| 44:01 – Seifulov (Popov) \| |              |                            |                  | Játékvezető: Petter Bakken Vonalbírók: Martin Boyadjiev Kang Kyu-seong |
| 2 perc | Büntetések   | 2 perc                     |                  | Játékvezető: Petter Bakken Vonalbírók: Martin Boyadjiev Kang Kyu-seong |
| 36 | Lövések      | 30                         |                  | Játékvezető: Petter Bakken Vonalbírók: Martin Boyadjiev Kang Kyu-seong |
| | 0–1          | 02:09 – Ismanov (Mirbekov) |                  | Játékvezető: Petter Bakken Vonalbírók: Martin Boyadjiev Kang Kyu-seong |
| Bakal (Çolak) – 22:28 | 1–1          |                            |                  | Játékvezető: Petter Bakken Vonalbírók: Martin Boyadjiev Kang Kyu-seong |
| | 1–2          | 26:32 – Chuvalov           |                  | Játékvezető: Petter Bakken Vonalbírók: Martin Boyadjiev Kang Kyu-seong |
| | 1–3          | 44:01 – Seifulov (Popov)   |                  |                                                                        |

## B csoport

### Résztvevők
| Csapat         | Kvalifikáció                                              |
| -------------- | --------------------------------------------------------- |
| Mexikó         | Rendező, a 2024-es divízió III/A 6. helyezettje, kiesett. |
| Észak-Korea    | A 2024-es divízió III/B 2. helyezettje.                   |
| Hongkong       | A 2024-es divízió III/B 3. helyezettje.                   |
| Fülöp-szigetek | A 2024-es divízió III/B 4. helyezettje.                   |
| Szingapúr      | A 2024-es divízió III/B 5. helyezettje.                   |
| Mongólia       | A 2024-es divízió IV 1. helyezettje, feljutott.           |

### Tabella
| Hely. | Csapat         | M | Gy | HGy | HV | V | G+ | G– | Gk  | P  | Feljutás vagy kiesés         |
| ----- | -------------- | - | -- | --- | -- | - | -- | -- | --- | -- | ---------------------------- |
| 1.    | Mexikó (R)     | 5 | 5  | 0   | 0  | 0 | 48 | 12 | +36 | 15 | Feljutott a divízió III/A-ba |
| 2.    | Észak-Korea    | 5 | 3  | 1   | 0  | 1 | 38 | 23 | +15 | 11 |                              |
| 3.    | Hongkong       | 5 | 3  | 0   | 0  | 2 | 42 | 19 | +23 | 9  |                              |
| 4.    | Mongólia       | 5 | 2  | 0   | 0  | 3 | 36 | 29 | +7  | 6  |                              |
| 5.    | Fülöp-szigetek | 5 | 1  | 0   | 1  | 3 | 22 | 46 | −24 | 4  |                              |
| 6.    | Szingapúr      | 5 | 0  | 0   | 0  | 5 | 4  | 61 | −57 | 0  | Kiesett a divízió IV-be      |

### Eredmények
A mérkőzések kezdési időpontjai helyi idő szerint (UTC+3) értendők.
| 2025. április 27. 13:00 | Mongólia | 13–7 (6–3, 4–3, 3–1) | Fülöp-szigetek | Santiago de Querétaro Nézőszám: 104 |

| Jegyzőkönyv | Jegyzőkönyv                                 | Jegyzőkönyv                               | Jegyzőkönyv                   | Jegyzőkönyv                                                        |
| --- | ------------------------------------------- | ----------------------------------------- | ----------------------------- | ------------------------------------------------------------------ |
| | Enkhkhuslen Enkh-Erdene Sodbileg Baatarkhuu | Kapusok                                   | Gianpietro Iseppi Irell Pérez | Játékvezető: Dominic Cadieux Vonalbírók: Aleix Espino Emilio Gómez |
| \| Batorovich – 01:37 \| 1–0 \| \| \| Davaanyam (Boldbaatar) – 02:27 \| 2–0 \| \| \| Urtnasan (Batorovich, Davaanyam) (PP) – 04:37 \| 3–0 \| \| \| Batorovich (Mishigsuren, Ankhbayar) – 05:15 \| 4–0 \| \| \| \| 4–1 \| 05:57 – Sibug (Regencia, Füglister) (PP) \| \| \| 4–2 \| 11:26 – Tigaronita (Crisostomo, Billones) \| \| Batorovich – 11:38 \| 5–2 \| \| \| Mishigsuren (Ankhbayar) – 13:28 \| 6–2 \| \| \| \| 6–3 \| 14:15 – Abis (Sibug) \| \| \| 6–4 \| 20:17 – Sze (Tigaronita) (SH) \| \| \| 6–5 \| 22:20 – Billones (Füglister) (SH) \| \| \| 6–6 \| 27:08 – Sze \| \| Batorovich – 29:20 \| 7–6 \| \| \| Ankhbayar (Mishigsuren, Batorovich) – 33:20 \| 8–6 \| \| \| Mishigsuren (Batorovich, Ankhbayar) – 39:10 \| 9–6 \| \| \| Batorovich – 39:48 \| 10–6 \| \| \| \| 10–7 \| 45:11 – Regencia (Füglister, Sze) \| \| Urtnasan (Batorovich, Mishigsuren) (PP) – 48:19 \| 11–7 \| \| \| Mishigsuren (Batorovich, Ankhbayar) – 50:54 \| 12–7 \| \| \| Batorovich (Boldbaatar, Urtnasan) – 58:01 \| 13–7 \| \| |                                             |                                           |                               | Játékvezető: Dominic Cadieux Vonalbírók: Aleix Espino Emilio Gómez |
| 2 perc | Büntetések                                  | 31 perc                                   |                               | Játékvezető: Dominic Cadieux Vonalbírók: Aleix Espino Emilio Gómez |
| 37 | Lövések                                     | 21                                        |                               | Játékvezető: Dominic Cadieux Vonalbírók: Aleix Espino Emilio Gómez |
| Batorovich – 01:37 | 1–0                                         |                                           |                               | Játékvezető: Dominic Cadieux Vonalbírók: Aleix Espino Emilio Gómez |
| Davaanyam (Boldbaatar) – 02:27 | 2–0                                         |                                           |                               | Játékvezető: Dominic Cadieux Vonalbírók: Aleix Espino Emilio Gómez |
| Urtnasan (Batorovich, Davaanyam) (PP) – 04:37 | 3–0                                         |                                           |                               | Játékvezető: Dominic Cadieux Vonalbírók: Aleix Espino Emilio Gómez |
| Batorovich (Mishigsuren, Ankhbayar) – 05:15 | 4–0                                         |                                           |                               |                                                                    |
| | 4–1                                         | 05:57 – Sibug (Regencia, Füglister) (PP)  |                               |                                                                    |
| | 4–2                                         | 11:26 – Tigaronita (Crisostomo, Billones) |                               |                                                                    |
| Batorovich – 11:38 | 5–2                                         |                                           |                               |                                                                    |
| Mishigsuren (Ankhbayar) – 13:28 | 6–2                                         |                                           |                               |                                                                    |
| | 6–3                                         | 14:15 – Abis (Sibug)                      |                               |                                                                    |
| | 6–4                                         | 20:17 – Sze (Tigaronita) (SH)             |                               |                                                                    |
| | 6–5                                         | 22:20 – Billones (Füglister) (SH)         |                               |                                                                    |
| | 6–6                                         | 27:08 – Sze                               |                               |                                                                    |
| Batorovich – 29:20 | 7–6                                         |                                           |                               |                                                                    |
| Ankhbayar (Mishigsuren, Batorovich) – 33:20 | 8–6                                         |                                           |                               |                                                                    |
| Mishigsuren (Batorovich, Ankhbayar) – 39:10 | 9–6                                         |                                           |                               |                                                                    |
| Batorovich – 39:48 | 10–6                                        |                                           |                               |                                                                    |
| | 10–7                                        | 45:11 – Regencia (Füglister, Sze)         |                               |                                                                    |
| Urtnasan (Batorovich, Mishigsuren) (PP) – 48:19 | 11–7                                        |                                           |                               |                                                                    |
| Mishigsuren (Batorovich, Ankhbayar) – 50:54 | 12–7                                        |                                           |                               |                                                                    |
| Batorovich (Boldbaatar, Urtnasan) – 58:01 | 13–7                                        |                                           |                               |                                                                    |

| 2025. április 27. 16:30 | Észak-Korea | 14–1 (5–0, 6–1, 3–0) | Szingapúr | Santiago de Querétaro Nézőszám: 92 |

| Jegyzőkönyv | Jegyzőkönyv                 | Jegyzőkönyv               | Jegyzőkönyv | Jegyzőkönyv                                                     |
| --- | --------------------------- | ------------------------- | ----------- | --------------------------------------------------------------- |
| | Kim Kang-gun Jong Kang-song | Kapusok                   | Joshua Lee  | Játékvezető: Murat Aygün Vonalbírók: Zachary Carson Óscar Pérez |
| \| Pak C. – 00:58 \| 1–0 \| \| \| Kim I. – 08:19 \| 2–0 \| \| \| Choe C. (PP) – 10:35 \| 3–0 \| \| \| Kim S. – 13:41 \| 4–0 \| \| \| Han K. – 14:43 \| 5–0 \| \| \| Pak Y. – 21:36 \| 6–0 \| \| \| \| 6–1 \| 22:19 – Ze. Wong (B. Lee) \| \| Kim I. (Hong) – 27:14 \| 7–1 \| \| \| Pak K. (Pak C., Kim Ku.) (PP) – 29:28 \| 8–1 \| \| \| Kim S. (Ho) – 31:03 \| 9–1 \| \| \| Pak Y. (Han K.) (SH) – 36:26 \| 10–1 \| \| \| Hong (PP) – 38:48 \| 11–1 \| \| \| Han K. – 54:59 \| 12–1 \| \| \| Kim Ku. – 59:36 \| 13–1 \| \| \| Hong – 59:53 \| 14–1 \| \| |                             |                           |             | Játékvezető: Murat Aygün Vonalbírók: Zachary Carson Óscar Pérez |
| 8 perc | Büntetések                  | 10 perc                   |             | Játékvezető: Murat Aygün Vonalbírók: Zachary Carson Óscar Pérez |
| 27 | Lövések                     | 6                         |             | Játékvezető: Murat Aygün Vonalbírók: Zachary Carson Óscar Pérez |
| Pak C. – 00:58 | 1–0                         |                           |             | Játékvezető: Murat Aygün Vonalbírók: Zachary Carson Óscar Pérez |
| Kim I. – 08:19 | 2–0                         |                           |             | Játékvezető: Murat Aygün Vonalbírók: Zachary Carson Óscar Pérez |
| Choe C. (PP) – 10:35 | 3–0                         |                           |             | Játékvezető: Murat Aygün Vonalbírók: Zachary Carson Óscar Pérez |
| Kim S. – 13:41 | 4–0                         |                           |             |                                                                 |
| Han K. – 14:43 | 5–0                         |                           |             |                                                                 |
| Pak Y. – 21:36 | 6–0                         |                           |             |                                                                 |
| | 6–1                         | 22:19 – Ze. Wong (B. Lee) |             |                                                                 |
| Kim I. (Hong) – 27:14 | 7–1                         |                           |             |                                                                 |
| Pak K. (Pak C., Kim Ku.) (PP) – 29:28 | 8–1                         |                           |             |                                                                 |
| Kim S. (Ho) – 31:03 | 9–1                         |                           |             |                                                                 |
| Pak Y. (Han K.) (SH) – 36:26 | 10–1                        |                           |             |                                                                 |
| Hong (PP) – 38:48 | 11–1                        |                           |             |                                                                 |
| Han K. – 54:59 | 12–1                        |                           |             |                                                                 |
| Kim Ku. – 59:36 | 13–1                        |                           |             |                                                                 |
| Hong – 59:53 | 14–1                        |                           |             |                                                                 |

| 2025. április 27. 20:30 | Hongkong | 2–5 (1–2, 0–1, 1–2) | Mexikó | Santiago de Querétaro Nézőszám: 513 |

| Jegyzőkönyv | Jegyzőkönyv     | Jegyzőkönyv                                | Jegyzőkönyv     | Jegyzőkönyv                                                                        |
| --- | --------------- | ------------------------------------------ | --------------- | ---------------------------------------------------------------------------------- |
| | Cheung Ching Ho | Kapusok                                    | Alfonso de Alba | Játékvezető: Alexander Hlavaty Vonalbírók: Luis Estirado Revuelta Jason van Rooyen |
| \| \| 0–1 \| 03:33 – Hagerman (Majul, L. Valencia) (PP) \| \| \| 0–2 \| 11:00 – L. Valencia (Tapia, A. Valencia) \| \| Cheng (Pang, Wong K.) – 18:58 \| 1–2 \| \| \| \| 1–3 \| 28:03 – Majul (Hagerman) \| \| Tang (L. Wong, Cheng) (PP) – 41:01 \| 2–3 \| \| \| \| 2–4 \| 50:19 – Majul (Ugarte, Cuellar) \| \| \| 2–5 \| 58:40 – Majul (Rullan, L. Valencia) \| |                 |                                            |                 | Játékvezető: Alexander Hlavaty Vonalbírók: Luis Estirado Revuelta Jason van Rooyen |
| 10 perc | Büntetések      | 22 perc                                    |                 | Játékvezető: Alexander Hlavaty Vonalbírók: Luis Estirado Revuelta Jason van Rooyen |
| 19 | Lövések         | 29                                         |                 | Játékvezető: Alexander Hlavaty Vonalbírók: Luis Estirado Revuelta Jason van Rooyen |
| | 0–1             | 03:33 – Hagerman (Majul, L. Valencia) (PP) |                 | Játékvezető: Alexander Hlavaty Vonalbírók: Luis Estirado Revuelta Jason van Rooyen |
| | 0–2             | 11:00 – L. Valencia (Tapia, A. Valencia)   |                 | Játékvezető: Alexander Hlavaty Vonalbírók: Luis Estirado Revuelta Jason van Rooyen |
| Cheng (Pang, Wong K.) – 18:58 | 1–2             |                                            |                 | Játékvezető: Alexander Hlavaty Vonalbírók: Luis Estirado Revuelta Jason van Rooyen |
| | 1–3             | 28:03 – Majul (Hagerman)                   |                 |                                                                                    |
| Tang (L. Wong, Cheng) (PP) – 41:01 | 2–3             |                                            |                 |                                                                                    |
| | 2–4             | 50:19 – Majul (Ugarte, Cuellar)            |                 |                                                                                    |
| | 2–5             | 58:40 – Majul (Rullan, L. Valencia)        |                 |                                                                                    |

| 2025. április 28. 13:00 | Szingapúr | 1–11 (0–1, 0–4, 1–6) | Mexikó | Santiago de Querétaro Nézőszám: 57 |

| Jegyzőkönyv | Jegyzőkönyv | Jegyzőkönyv                                        | Jegyzőkönyv             | Jegyzőkönyv                                                                   |
| --- | ----------- | -------------------------------------------------- | ----------------------- | ----------------------------------------------------------------------------- |
| | Joshua Lee  | Kapusok                                            | Enkhkhuslen Enkh-Erdene | Játékvezető: Alexander Hlavaty Vonalbírók: Luis Estirado Revuelta Sem Ramírez |
| \| \| 0–1 \| 07:22 – Boldbaatar (Mishigsuren, Urtnasan) \| \| \| 0–2 \| 23:08 – Erdenejav (Batbaatar, Ganbaatar) \| \| \| 0–3 \| 24:47 – Batbaatar (Mishigsuren, Ankhbayar) \| \| \| 0–4 \| 26:42 – Ganbaatar (Lkhagvasuren, Mishigsuren) \| \| \| 0–5 \| 37:51 – Batorovich (Urtnasan, Am. Erdenebat) \| \| \| 0–6 \| 44:25 – Davaanyam (Enkhtur, Ganbaatar) (PP) \| \| \| 0–7 \| 48:51 – Davaanyam (Undarmaa, Boldbaatar) \| \| J. Chan – 49:24 \| 1–7 \| \| \| \| 1–8 \| 51:27 – Boldbaatar (Undarmaa, Batorovich) \| \| \| 1–9 \| 52:50 – Enkhtur (Batorovich, Urtnasan) \| \| \| 1–10 \| 53:40 – Ankhbayar (Undarmaa, Batorovich) \| \| \| 1–11 \| 59:52 – Davaanyam (Batorovich, Ar. Erdenebat) (PP) \| |             |                                                    |                         | Játékvezető: Alexander Hlavaty Vonalbírók: Luis Estirado Revuelta Sem Ramírez |
| 8 perc | Büntetések  | 4 perc                                             |                         | Játékvezető: Alexander Hlavaty Vonalbírók: Luis Estirado Revuelta Sem Ramírez |
| 15 | Lövések     | 66                                                 |                         | Játékvezető: Alexander Hlavaty Vonalbírók: Luis Estirado Revuelta Sem Ramírez |
| | 0–1         | 07:22 – Boldbaatar (Mishigsuren, Urtnasan)         |                         | Játékvezető: Alexander Hlavaty Vonalbírók: Luis Estirado Revuelta Sem Ramírez |
| | 0–2         | 23:08 – Erdenejav (Batbaatar, Ganbaatar)           |                         | Játékvezető: Alexander Hlavaty Vonalbírók: Luis Estirado Revuelta Sem Ramírez |
| | 0–3         | 24:47 – Batbaatar (Mishigsuren, Ankhbayar)         |                         | Játékvezető: Alexander Hlavaty Vonalbírók: Luis Estirado Revuelta Sem Ramírez |
| | 0–4         | 26:42 – Ganbaatar (Lkhagvasuren, Mishigsuren)      |                         |                                                                               |
| | 0–5         | 37:51 – Batorovich (Urtnasan, Am. Erdenebat)       |                         |                                                                               |
| | 0–6         | 44:25 – Davaanyam (Enkhtur, Ganbaatar) (PP)        |                         |                                                                               |
| | 0–7         | 48:51 – Davaanyam (Undarmaa, Boldbaatar)           |                         |                                                                               |
| J. Chan – 49:24 | 1–7         |                                                    |                         |                                                                               |
| | 1–8         | 51:27 – Boldbaatar (Undarmaa, Batorovich)          |                         |                                                                               |
| | 1–9         | 52:50 – Enkhtur (Batorovich, Urtnasan)             |                         |                                                                               |
| | 1–10        | 53:40 – Ankhbayar (Undarmaa, Batorovich)           |                         |                                                                               |
| | 1–11        | 59:52 – Davaanyam (Batorovich, Ar. Erdenebat) (PP) |                         |                                                                               |

| 2025. április 28. 16:30 | Észak-Korea | 9–5 (3–2, 1–2, 5–1) | Hongkong | Santiago de Querétaro Nézőszám: 63 |

| Jegyzőkönyv | Jegyzőkönyv  | Jegyzőkönyv                   | Jegyzőkönyv     | Jegyzőkönyv                                                         |
| --- | ------------ | ----------------------------- | --------------- | ------------------------------------------------------------------- |
| | Kim Kang-gun | Kapusok                       | Cheung Ching Ho | Játékvezető: Chazz Knoche Vonalbírók: Emilio Gómez Jason van Rooyen |
| \| Pak Y. (PP) – 09:26 \| 1–0 \| \| \| Han K. (Choe W.) – 10:48 \| 2–0 \| \| \| \| 2–1 \| 16:09 – Yam \| \| Rim (Pak Y.) – 17:21 \| 3–1 \| \| \| \| 3–2 \| 19:45 – Zheng (Tang) (PP) \| \| \| 3–3 \| 28:52 – Tang (L. Wong) \| \| \| 3–4 \| 30:46 – L. Wong (Zheng, Tang) \| \| Kim I. (Hong, Kim C.) (PP) – 33:12 \| 4–4 \| \| \| Hong (Kim I.) (PP) – 40:53 \| 5–4 \| \| \| Kim Ku. (Pak Y.) (PP) – 50:51 \| 6–4 \| \| \| Rim (Kim Ku.) – 51:53 \| 7–4 \| \| \| Kim I. – 54:31 \| 8–4 \| \| \| \| 8–5 \| 56:21 – Cheng \| \| Kim Ku. – 57:14 \| 9–5 \| \| |              |                               |                 | Játékvezető: Chazz Knoche Vonalbírók: Emilio Gómez Jason van Rooyen |
| 29 perc | Büntetések   | 10 perc                       |                 | Játékvezető: Chazz Knoche Vonalbírók: Emilio Gómez Jason van Rooyen |
| 31 | Lövések      | 22                            |                 | Játékvezető: Chazz Knoche Vonalbírók: Emilio Gómez Jason van Rooyen |
| Pak Y. (PP) – 09:26 | 1–0          |                               |                 | Játékvezető: Chazz Knoche Vonalbírók: Emilio Gómez Jason van Rooyen |
| Han K. (Choe W.) – 10:48 | 2–0          |                               |                 | Játékvezető: Chazz Knoche Vonalbírók: Emilio Gómez Jason van Rooyen |
| | 2–1          | 16:09 – Yam                   |                 | Játékvezető: Chazz Knoche Vonalbírók: Emilio Gómez Jason van Rooyen |
| Rim (Pak Y.) – 17:21 | 3–1          |                               |                 |                                                                     |
| | 3–2          | 19:45 – Zheng (Tang) (PP)     |                 |                                                                     |
| | 3–3          | 28:52 – Tang (L. Wong)        |                 |                                                                     |
| | 3–4          | 30:46 – L. Wong (Zheng, Tang) |                 |                                                                     |
| Kim I. (Hong, Kim C.) (PP) – 33:12 | 4–4          |                               |                 |                                                                     |
| Hong (Kim I.) (PP) – 40:53 | 5–4          |                               |                 |                                                                     |
| Kim Ku. (Pak Y.) (PP) – 50:51 | 6–4          |                               |                 |                                                                     |
| Rim (Kim Ku.) – 51:53 | 7–4          |                               |                 |                                                                     |
| Kim I. – 54:31 | 8–4          |                               |                 |                                                                     |
| | 8–5          | 56:21 – Cheng                 |                 |                                                                     |
| Kim Ku. – 57:14 | 9–5          |                               |                 |                                                                     |

| 2025. április 28. 20:30 | Mexikó | 9–1 (4–1, 3–0, 2–0) | Fülöp-szigetek | Santiago de Querétaro Nézőszám: 270 |

| Jegyzőkönyv | Jegyzőkönyv          | Jegyzőkönyv                             | Jegyzőkönyv       | Jegyzőkönyv                                                          |
| --- | -------------------- | --------------------------------------- | ----------------- | -------------------------------------------------------------------- |
| | Marcello de Antunano | Kapusok                                 | Gianpietro Iseppi | Játékvezető: Dominic Cadieux Vonalbírók: Zachary Carson Aleix Espino |
| \| Majul (Hagerman, L. Valencia) (PP) – 09:22 \| 1–0 \| \| \| A. Valencia (Hagerman, Apud) – 12:22 \| 2–0 \| \| \| Oliver (Díaz, Apud) – 13:19 \| 3–0 \| \| \| E. Valencia (Samperio, Ayala) – 14:02 \| 4–0 \| \| \| \| 4–1 \| 17:11 – Füglister (Tigaronita, Montano) \| \| A. Valencia (E. Valencia, Ayala) (SH) – 24:58 \| 5–1 \| \| \| A. Valencia (Rodríguez) – 30:19 \| 6–1 \| \| \| Tapia (Hagerman, Majul) (PP) – 39:31 \| 7–1 \| \| \| Majul (Díaz, Apud) – 58:54 \| 8–1 \| \| \| Samperio (Tapia, Rullan) – 59:27 \| 9–1 \| \| |                      |                                         |                   | Játékvezető: Dominic Cadieux Vonalbírók: Zachary Carson Aleix Espino |
| 8 perc | Büntetések           | 10 perc                                 |                   | Játékvezető: Dominic Cadieux Vonalbírók: Zachary Carson Aleix Espino |
| 56 | Lövések              | 15                                      |                   | Játékvezető: Dominic Cadieux Vonalbírók: Zachary Carson Aleix Espino |
| Majul (Hagerman, L. Valencia) (PP) – 09:22 | 1–0                  |                                         |                   | Játékvezető: Dominic Cadieux Vonalbírók: Zachary Carson Aleix Espino |
| A. Valencia (Hagerman, Apud) – 12:22 | 2–0                  |                                         |                   | Játékvezető: Dominic Cadieux Vonalbírók: Zachary Carson Aleix Espino |
| Oliver (Díaz, Apud) – 13:19 | 3–0                  |                                         |                   | Játékvezető: Dominic Cadieux Vonalbírók: Zachary Carson Aleix Espino |
| E. Valencia (Samperio, Ayala) – 14:02 | 4–0                  |                                         |                   |                                                                      |
| | 4–1                  | 17:11 – Füglister (Tigaronita, Montano) |                   |                                                                      |
| A. Valencia (E. Valencia, Ayala) (SH) – 24:58 | 5–1                  |                                         |                   |                                                                      |
| A. Valencia (Rodríguez) – 30:19 | 6–1                  |                                         |                   |                                                                      |
| Tapia (Hagerman, Majul) (PP) – 39:31 | 7–1                  |                                         |                   |                                                                      |
| Majul (Díaz, Apud) – 58:54 | 8–1                  |                                         |                   |                                                                      |
| Samperio (Tapia, Rullan) – 59:27 | 9–1                  |                                         |                   |                                                                      |

| 2025. április 30. 13:00 | Észak-Korea | 7–3 (3–2, 3–0, 1–1) | Mongólia | Santiago de Querétaro Nézőszám: 48 |

| Jegyzőkönyv | Jegyzőkönyv                 | Jegyzőkönyv                                     | Jegyzőkönyv                                 | Jegyzőkönyv                                                         |
| --- | --------------------------- | ----------------------------------------------- | ------------------------------------------- | ------------------------------------------------------------------- |
| | Kim Kang-gun Jong Kang-song | Kapusok                                         | Enkhkhuslen Enkh-Erdene Sodbileg Baatarkhuu | Játékvezető: Alexander Hlavaty Vonalbírók: Aleix Espino Óscar Pérez |
| \| \| 0–1 \| 01:33 – Undarmaa (Davaanyam, Bataar) \| \| Kim S. (Hong, Kim I.) – 03:32 \| 1–1 \| \| \| Rim (Pak Y., Kim Ku.) – 06:59 \| 2–1 \| \| \| \| 2–2 \| 09:52 – Mishigsuren (Urtnasan, Batorovich) (PP) \| \| Pak C. (Hong, Kim I.) – 11:08 \| 3–2 \| \| \| Pak C. (Hong, Kim C.) – 26:59 \| 4–2 \| \| \| Pak C. (Kim I., Ri Ui.) – 31:55 \| 5–2 \| \| \| Pak C. (Kim I., Choe W.) – 38:50 \| 6–2 \| \| \| Kim I. (Han K., Pak Y.) (SH) – 41:50 \| 7–2 \| \| \| \| 7–3 \| 57:18 – Batorovich (Batbaatar, Urtnasan) \| |                             |                                                 |                                             | Játékvezető: Alexander Hlavaty Vonalbírók: Aleix Espino Óscar Pérez |
| 16 perc | Büntetések                  | 14 perc                                         |                                             | Játékvezető: Alexander Hlavaty Vonalbírók: Aleix Espino Óscar Pérez |
| 30 | Lövések                     | 36                                              |                                             | Játékvezető: Alexander Hlavaty Vonalbírók: Aleix Espino Óscar Pérez |
| | 0–1                         | 01:33 – Undarmaa (Davaanyam, Bataar)            |                                             | Játékvezető: Alexander Hlavaty Vonalbírók: Aleix Espino Óscar Pérez |
| Kim S. (Hong, Kim I.) – 03:32 | 1–1                         |                                                 |                                             | Játékvezető: Alexander Hlavaty Vonalbírók: Aleix Espino Óscar Pérez |
| Rim (Pak Y., Kim Ku.) – 06:59 | 2–1                         |                                                 |                                             | Játékvezető: Alexander Hlavaty Vonalbírók: Aleix Espino Óscar Pérez |
| | 2–2                         | 09:52 – Mishigsuren (Urtnasan, Batorovich) (PP) |                                             |                                                                     |
| Pak C. (Hong, Kim I.) – 11:08 | 3–2                         |                                                 |                                             |                                                                     |
| Pak C. (Hong, Kim C.) – 26:59 | 4–2                         |                                                 |                                             |                                                                     |
| Pak C. (Kim I., Ri Ui.) – 31:55 | 5–2                         |                                                 |                                             |                                                                     |
| Pak C. (Kim I., Choe W.) – 38:50 | 6–2                         |                                                 |                                             |                                                                     |
| Kim I. (Han K., Pak Y.) (SH) – 41:50 | 7–2                         |                                                 |                                             |                                                                     |
| | 7–3                         | 57:18 – Batorovich (Batbaatar, Urtnasan)        |                                             |                                                                     |

| 2025. április 30. 16:30 | Hongkong | 17–2 (6–1, 7–0, 4–1) | Fülöp-szigetek | Santiago de Querétaro Nézőszám: 94 |

| Jegyzőkönyv | Jegyzőkönyv                   | Jegyzőkönyv                       | Jegyzőkönyv                   | Jegyzőkönyv                                                     |
| --- | ----------------------------- | --------------------------------- | ----------------------------- | --------------------------------------------------------------- |
| | Cheung Ching Ho Emerson Keung | Kapusok                           | Gianpietro Iseppi Irell Pérez | Játékvezető: Murat Aygün Vonalbírók: Zachary Carson Sem Ramírez |
| \| Cheng (Mak) (PP) – 05:07 \| 1–0 \| \| \| Mak (L. Wong) – 06:27 \| 2–0 \| \| \| \| 2–1 \| 07:39 – Füglister (Billones) (PP) \| \| Fung (Yi, Cheng) – 08:54 \| 3–1 \| \| \| Pang (Mak, L. Wong) (EA) – 12:52 \| 4–1 \| \| \| Mak (Tang, L. Wong) – 14:36 \| 5–1 \| \| \| Mak (Tang, L. Wong) – 19:24 \| 6–1 \| \| \| Tang (Mak, L. Wong) – 21:34 \| 7–1 \| \| \| Ngan (Cheng) – 25:37 \| 8–1 \| \| \| Chau (Koo, Zheng) (EA) – 26:53 \| 9–1 \| \| \| Tang (PP2, EA) – 29:43 \| 10–1 \| \| \| Lee (Yam, Chau) (PP) – 30:10 \| 11–1 \| \| \| Fung (Chau, Tang) (EA) – 33:22 \| 12–1 \| \| \| Tang (L. Wong, Wong K.) – 38:52 \| 13–1 \| \| \| \| 13–2 \| 46:41 – Sze (Billones) \| \| L. Wong (Tang) – 48:03 \| 14–2 \| \| \| L. Wong (Mak) – 55:52 \| 15–2 \| \| \| Cheng – 57:37 \| 16–2 \| \| \| Pang (Yi, Law) (PP) – 58:49 \| 17–2 \| \| |                               |                                   |                               | Játékvezető: Murat Aygün Vonalbírók: Zachary Carson Sem Ramírez |
| 10 perc | Büntetések                    | 18 perc                           |                               | Játékvezető: Murat Aygün Vonalbírók: Zachary Carson Sem Ramírez |
| 40 | Lövések                       | 13                                |                               | Játékvezető: Murat Aygün Vonalbírók: Zachary Carson Sem Ramírez |
| Cheng (Mak) (PP) – 05:07 | 1–0                           |                                   |                               | Játékvezető: Murat Aygün Vonalbírók: Zachary Carson Sem Ramírez |
| Mak (L. Wong) – 06:27 | 2–0                           |                                   |                               | Játékvezető: Murat Aygün Vonalbírók: Zachary Carson Sem Ramírez |
| | 2–1                           | 07:39 – Füglister (Billones) (PP) |                               | Játékvezető: Murat Aygün Vonalbírók: Zachary Carson Sem Ramírez |
| Fung (Yi, Cheng) – 08:54 | 3–1                           |                                   |                               |                                                                 |
| Pang (Mak, L. Wong) (EA) – 12:52 | 4–1                           |                                   |                               |                                                                 |
| Mak (Tang, L. Wong) – 14:36 | 5–1                           |                                   |                               |                                                                 |
| Mak (Tang, L. Wong) – 19:24 | 6–1                           |                                   |                               |                                                                 |
| Tang (Mak, L. Wong) – 21:34 | 7–1                           |                                   |                               |                                                                 |
| Ngan (Cheng) – 25:37 | 8–1                           |                                   |                               |                                                                 |
| Chau (Koo, Zheng) (EA) – 26:53 | 9–1                           |                                   |                               |                                                                 |
| Tang (PP2, EA) – 29:43 | 10–1                          |                                   |                               |                                                                 |
| Lee (Yam, Chau) (PP) – 30:10 | 11–1                          |                                   |                               |                                                                 |
| Fung (Chau, Tang) (EA) – 33:22 | 12–1                          |                                   |                               |                                                                 |
| Tang (L. Wong, Wong K.) – 38:52 | 13–1                          |                                   |                               |                                                                 |
| | 13–2                          | 46:41 – Sze (Billones)            |                               |                                                                 |
| L. Wong (Tang) – 48:03 | 14–2                          |                                   |                               |                                                                 |
| L. Wong (Mak) – 55:52 | 15–2                          |                                   |                               |                                                                 |
| Cheng – 57:37 | 16–2                          |                                   |                               |                                                                 |
| Pang (Yi, Law) (PP) – 58:49 | 17–2                          |                                   |                               |                                                                 |

| 2025. április 30. 20:30 | Mexikó | 18–1 (7–0, 6–0, 5–1) | Szingapúr | Santiago de Querétaro Nézőszám: 523 |

| Jegyzőkönyv | Jegyzőkönyv | Jegyzőkönyv              | Jegyzőkönyv | Jegyzőkönyv                                                                   |
| --- | ----------- | ------------------------ | ----------- | ----------------------------------------------------------------------------- |
| | Tomas Payro | Kapusok                  | Joshua Lee  | Játékvezető: Chazz Knoche Vonalbírók: Luis Estirado Revuelta Jason van Rooyen |
| \| E. Valencia (Ayala, Méndez) – 02:59 \| 1–0 \| \| \| Tapia (L. Valencia, Majul) (PP) – 05:03 \| 2–0 \| \| \| Majul (L. Valencia, Ayala) – 07:54 \| 3–0 \| \| \| Rodríguez (Majul) (SH) – 11:29 \| 4–0 \| \| \| Soto (E. Valencia) – 14:57 \| 5–0 \| \| \| Soto (Tapia, Rodríguez) – 15:18 \| 6–0 \| \| \| Tapia (A. Valencia) – 19:04 \| 7–0 \| \| \| Majul (L. Valencia) – 20:46 \| 8–0 \| \| \| A. Valencia (Tapia) – 21:41 \| 9–0 \| \| \| Tapia – 28:18 \| 10–0 \| \| \| Majul (L. Valencia) – 29:06 \| 11–0 \| \| \| Hagerman (Apud, Ayala) – 34:09 \| 12–0 \| \| \| Soto (Oliver) – 38:36 \| 13–0 \| \| \| Majul (L. Valencia) – 44:55 \| 14–0 \| \| \| Tapia (Rodríguez) – 45:34 \| 15–0 \| \| \| \| 15–1 \| 49:25 – Kodrowski (Tang) \| \| Oliver (Apud, Díaz) – 56:35 \| 16–1 \| \| \| L. Valencia (Ayala) – 59:11 \| 17–1 \| \| \| Majul (Cuellar) – 59:35 \| 18–1 \| \| |             |                          |             | Játékvezető: Chazz Knoche Vonalbírók: Luis Estirado Revuelta Jason van Rooyen |
| 4 perc | Büntetések  | 6 perc                   |             | Játékvezető: Chazz Knoche Vonalbírók: Luis Estirado Revuelta Jason van Rooyen |
| 66 | Lövések     | 7                        |             | Játékvezető: Chazz Knoche Vonalbírók: Luis Estirado Revuelta Jason van Rooyen |
| E. Valencia (Ayala, Méndez) – 02:59 | 1–0         |                          |             | Játékvezető: Chazz Knoche Vonalbírók: Luis Estirado Revuelta Jason van Rooyen |
| Tapia (L. Valencia, Majul) (PP) – 05:03 | 2–0         |                          |             | Játékvezető: Chazz Knoche Vonalbírók: Luis Estirado Revuelta Jason van Rooyen |
| Majul (L. Valencia, Ayala) – 07:54 | 3–0         |                          |             | Játékvezető: Chazz Knoche Vonalbírók: Luis Estirado Revuelta Jason van Rooyen |
| Rodríguez (Majul) (SH) – 11:29 | 4–0         |                          |             |                                                                               |
| Soto (E. Valencia) – 14:57 | 5–0         |                          |             |                                                                               |
| Soto (Tapia, Rodríguez) – 15:18 | 6–0         |                          |             |                                                                               |
| Tapia (A. Valencia) – 19:04 | 7–0         |                          |             |                                                                               |
| Majul (L. Valencia) – 20:46 | 8–0         |                          |             |                                                                               |
| A. Valencia (Tapia) – 21:41 | 9–0         |                          |             |                                                                               |
| Tapia – 28:18 | 10–0        |                          |             |                                                                               |
| Majul (L. Valencia) – 29:06 | 11–0        |                          |             |                                                                               |
| Hagerman (Apud, Ayala) – 34:09 | 12–0        |                          |             |                                                                               |
| Soto (Oliver) – 38:36 | 13–0        |                          |             |                                                                               |
| Majul (L. Valencia) – 44:55 | 14–0        |                          |             |                                                                               |
| Tapia (Rodríguez) – 45:34 | 15–0        |                          |             |                                                                               |
| | 15–1        | 49:25 – Kodrowski (Tang) |             |                                                                               |
| Oliver (Apud, Díaz) – 56:35 | 16–1        |                          |             |                                                                               |
| L. Valencia (Ayala) – 59:11 | 17–1        |                          |             |                                                                               |
| Majul (Cuellar) – 59:35 | 18–1        |                          |             |                                                                               |

| 2025. május 2. 13:00 | Szingapúr | 0–11 (0–3, 0–4, 0–4) | Hongkong | Santiago de Querétaro Nézőszám: 83 |

| Jegyzőkönyv | Jegyzőkönyv          | Jegyzőkönyv                      | Jegyzőkönyv     | Jegyzőkönyv                                                      |
| --- | -------------------- | -------------------------------- | --------------- | ---------------------------------------------------------------- |
| | Joshua Lee David Lam | Kapusok                          | Cheung Ching Ho | Játékvezető: Murat Aygün Vonalbírók: Zachary Carson Emilio Gómez |
| \| \| 0–1 \| 12:11 – Cheng (Ngan, Lee) \| \| \| 0–2 \| 14:34 – Wong K. (Tang, Mak) \| \| \| 0–3 \| 16:58 – Tang (L. Wong) \| \| \| 0–4 \| 27:56 – Wong K. (Tang, Lee) (PP) \| \| \| 0–5 \| 29:05 – L. Wong \| \| \| 0–6 \| 29:47 – Y. Wong (Ngan) \| \| \| 0–7 \| 37:54 – Chau (Wong K., Wong W.) \| \| \| 0–8 \| 43:16 – Ngan (Tang, Koo) \| \| \| 0–9 \| 50:20 – Cheng (Ngan) \| \| \| 0–10 \| 56:22 – Tang (PP) \| \| \| 0–11 \| 59:00 – Cheng (Y. Wong) \| |                      |                                  |                 | Játékvezető: Murat Aygün Vonalbírók: Zachary Carson Emilio Gómez |
| 16 perc | Büntetések           | 4 perc                           |                 | Játékvezető: Murat Aygün Vonalbírók: Zachary Carson Emilio Gómez |
| 9 | Lövések              | 59                               |                 | Játékvezető: Murat Aygün Vonalbírók: Zachary Carson Emilio Gómez |
| | 0–1                  | 12:11 – Cheng (Ngan, Lee)        |                 | Játékvezető: Murat Aygün Vonalbírók: Zachary Carson Emilio Gómez |
| | 0–2                  | 14:34 – Wong K. (Tang, Mak)      |                 | Játékvezető: Murat Aygün Vonalbírók: Zachary Carson Emilio Gómez |
| | 0–3                  | 16:58 – Tang (L. Wong)           |                 | Játékvezető: Murat Aygün Vonalbírók: Zachary Carson Emilio Gómez |
| | 0–4                  | 27:56 – Wong K. (Tang, Lee) (PP) |                 |                                                                  |
| | 0–5                  | 29:05 – L. Wong                  |                 |                                                                  |
| | 0–6                  | 29:47 – Y. Wong (Ngan)           |                 |                                                                  |
| | 0–7                  | 37:54 – Chau (Wong K., Wong W.)  |                 |                                                                  |
| | 0–8                  | 43:16 – Ngan (Tang, Koo)         |                 |                                                                  |
| | 0–9                  | 50:20 – Cheng (Ngan)             |                 |                                                                  |
| | 0–10                 | 56:22 – Tang (PP)                |                 |                                                                  |
| | 0–11                 | 59:00 – Cheng (Y. Wong)          |                 |                                                                  |

| 2025. május 2. 16:30 | Fülöp-szigetek | 5–6 (h.u.) (1–1, 2–3, 2–1) (OT: 1–0) | Észak-Korea | Santiago de Querétaro Nézőszám: 95 |

| Jegyzőkönyv | Jegyzőkönyv       | Jegyzőkönyv                    | Jegyzőkönyv  | Jegyzőkönyv                                                      |
| --- | ----------------- | ------------------------------ | ------------ | ---------------------------------------------------------------- |
| | Gianpietro Iseppi | Kapusok                        | Kim Kang-gun | Játékvezető: Dominic Cadieux Vonalbírók: Óscar Pérez Sem Ramírez |
| \| \| 0–1 \| 05:55 – Pak Y. (Choe W.) \| \| Sze (Regencia, Imperial) – 06:59 \| 1–1 \| \| \| \| 1–2 \| 24:18 – Choe W. (Han K.) (PP) \| \| \| 1–3 \| 33:53 – Han K. \| \| Füglister (Sze, Regencia) – 34:13 \| 2–3 \| \| \| Billones – 36:36 \| 3–3 \| \| \| \| 3–4 \| 38:54 – Rim (Pak Y., Han K.) \| \| Füglister (Sze) – 54:07 \| 4–4 \| \| \| \| 4–5 \| 54:47 – Pak C. (Kim C.) \| \| Crisostomo (Abis, Billones) (PP, EA) – 59:13 \| 5–5 \| \| \| \| 5–6 \| 61:13 – Pak Y. (Hong, Choe W.) \| |                   |                                |              | Játékvezető: Dominic Cadieux Vonalbírók: Óscar Pérez Sem Ramírez |
| 6 perc | Büntetések        | 8 perc                         |              | Játékvezető: Dominic Cadieux Vonalbírók: Óscar Pérez Sem Ramírez |
| 20 | Lövések           | 42                             |              | Játékvezető: Dominic Cadieux Vonalbírók: Óscar Pérez Sem Ramírez |
| | 0–1               | 05:55 – Pak Y. (Choe W.)       |              | Játékvezető: Dominic Cadieux Vonalbírók: Óscar Pérez Sem Ramírez |
| Sze (Regencia, Imperial) – 06:59 | 1–1               |                                |              | Játékvezető: Dominic Cadieux Vonalbírók: Óscar Pérez Sem Ramírez |
| | 1–2               | 24:18 – Choe W. (Han K.) (PP)  |              | Játékvezető: Dominic Cadieux Vonalbírók: Óscar Pérez Sem Ramírez |
| | 1–3               | 33:53 – Han K.                 |              |                                                                  |
| Füglister (Sze, Regencia) – 34:13 | 2–3               |                                |              |                                                                  |
| Billones – 36:36 | 3–3               |                                |              |                                                                  |
| | 3–4               | 38:54 – Rim (Pak Y., Han K.)   |              |                                                                  |
| Füglister (Sze) – 54:07 | 4–4               |                                |              |                                                                  |
| | 4–5               | 54:47 – Pak C. (Kim C.)        |              |                                                                  |
| Crisostomo (Abis, Billones) (PP, EA) – 59:13 | 5–5               |                                |              |                                                                  |
| | 5–6               | 61:13 – Pak Y. (Hong, Choe W.) |              |                                                                  |

| 2025. május 2. 20:30 | Mongólia | 6–7 (0–1, 2–3, 4–3) | Mexikó | Santiago de Querétaro Nézőszám: 604 |

| Jegyzőkönyv | Jegyzőkönyv                                 | Jegyzőkönyv                         | Jegyzőkönyv     | Jegyzőkönyv                                                               |
| --- | ------------------------------------------- | ----------------------------------- | --------------- | ------------------------------------------------------------------------- |
| | Enkhkhuslen Enkh-Erdene Sodbileg Baatarkhuu | Kapusok                             | Alfonso de Alba | Játékvezető: Chazz Knoche Vonalbírók: Aleix Espino Luis Estirado Revuelta |
| \| \| 0–1 \| 06:37 – Majul (Cuellar) \| \| Ankhbayar (Mishigsuren, Urtnasan) – 20:52 \| 1–1 \| \| \| \| 1–2 \| 27:47 – Hagerman (Cuellar) \| \| \| 1–3 \| 32:03 – A. Valencia (Soto) \| \| \| 1–4 \| 35:15 – Rodríguez (SH) \| \| Ankhbayar (PP) – 35:45 \| 2–4 \| \| \| Mishigsuren – 45:19 \| 3–4 \| \| \| Batorovich (Mishigsuren) – 47:16 \| 4–4 \| \| \| \| 4–5 \| 51:42 – Hagerman (L. Valencia) (PP) \| \| Boldbaatar (Batorovich) – 54:29 \| 5–5 \| \| \| \| 5–6 \| 56:47 – Majul (Cuellar) \| \| \| 5–7 \| 57:33 – Oliver (Soto, Díaz) \| \| Undarmaa (Boldbaatar, Batbaatar) (EA) – 59:27 \| 6–7 \| \| |                                             |                                     |                 | Játékvezető: Chazz Knoche Vonalbírók: Aleix Espino Luis Estirado Revuelta |
| 10 perc | Büntetések                                  | 10 perc                             |                 | Játékvezető: Chazz Knoche Vonalbírók: Aleix Espino Luis Estirado Revuelta |
| 22 | Lövések                                     | 36                                  |                 | Játékvezető: Chazz Knoche Vonalbírók: Aleix Espino Luis Estirado Revuelta |
| | 0–1                                         | 06:37 – Majul (Cuellar)             |                 | Játékvezető: Chazz Knoche Vonalbírók: Aleix Espino Luis Estirado Revuelta |
| Ankhbayar (Mishigsuren, Urtnasan) – 20:52 | 1–1                                         |                                     |                 | Játékvezető: Chazz Knoche Vonalbírók: Aleix Espino Luis Estirado Revuelta |
| | 1–2                                         | 27:47 – Hagerman (Cuellar)          |                 | Játékvezető: Chazz Knoche Vonalbírók: Aleix Espino Luis Estirado Revuelta |
| | 1–3                                         | 32:03 – A. Valencia (Soto)          |                 |                                                                           |
| | 1–4                                         | 35:15 – Rodríguez (SH)              |                 |                                                                           |
| Ankhbayar (PP) – 35:45 | 2–4                                         |                                     |                 |                                                                           |
| Mishigsuren – 45:19 | 3–4                                         |                                     |                 |                                                                           |
| Batorovich (Mishigsuren) – 47:16 | 4–4                                         |                                     |                 |                                                                           |
| | 4–5                                         | 51:42 – Hagerman (L. Valencia) (PP) |                 |                                                                           |
| Boldbaatar (Batorovich) – 54:29 | 5–5                                         |                                     |                 |                                                                           |
| | 5–6                                         | 56:47 – Majul (Cuellar)             |                 |                                                                           |
| | 5–7                                         | 57:33 – Oliver (Soto, Díaz)         |                 |                                                                           |
| Undarmaa (Boldbaatar, Batbaatar) (EA) – 59:27 | 6–7                                         |                                     |                 |                                                                           |

| 2025. május 3. 13:00 | Fülöp-szigetek | 7–1 (1–0, 1–0, 5–1) | Szingapúr | Santiago de Querétaro Nézőszám: 94 |

| Jegyzőkönyv | Jegyzőkönyv       | Jegyzőkönyv                 | Jegyzőkönyv | Jegyzőkönyv                                                    |
| --- | ----------------- | --------------------------- | ----------- | -------------------------------------------------------------- |
| | Gianpietro Iseppi | Kapusok                     | Joshua Lee  | Játékvezető: Chazz Knoche Vonalbírók: Emilio Gómez Sem Ramírez |
| \| Abis (Regencia) – 15:09 \| 1–0 \| \| \| Stern (Billones) – 29:32 \| 2–0 \| \| \| Sze (Füglister) – 43:34 \| 3–0 \| \| \| Imperial – 45:59 \| 4–0 \| \| \| Billones (Füglister) (SH) – 50:45 \| 5–0 \| \| \| \| 5–1 \| 53:21 – O'Brien (Chua) (PP) \| \| Füglister (Regencia) – 56:56 \| 6–1 \| \| \| Sze (Regencia) – 57:19 \| 7–1 \| \| |                   |                             |             | Játékvezető: Chazz Knoche Vonalbírók: Emilio Gómez Sem Ramírez |
| 8 perc | Büntetések        | 29 perc                     |             | Játékvezető: Chazz Knoche Vonalbírók: Emilio Gómez Sem Ramírez |
| 52 | Lövések           | 18                          |             | Játékvezető: Chazz Knoche Vonalbírók: Emilio Gómez Sem Ramírez |
| Abis (Regencia) – 15:09 | 1–0               |                             |             | Játékvezető: Chazz Knoche Vonalbírók: Emilio Gómez Sem Ramírez |
| Stern (Billones) – 29:32 | 2–0               |                             |             | Játékvezető: Chazz Knoche Vonalbírók: Emilio Gómez Sem Ramírez |
| Sze (Füglister) – 43:34 | 3–0               |                             |             | Játékvezető: Chazz Knoche Vonalbírók: Emilio Gómez Sem Ramírez |
| Imperial – 45:59 | 4–0               |                             |             |                                                                |
| Billones (Füglister) (SH) – 50:45 | 5–0               |                             |             |                                                                |
| | 5–1               | 53:21 – O'Brien (Chua) (PP) |             |                                                                |
| Füglister (Regencia) – 56:56 | 6–1               |                             |             |                                                                |
| Sze (Regencia) – 57:19 | 7–1               |                             |             |                                                                |

| 2025. május 3. 16:30 | Hongkong | 7–3 (4–2, 0–1, 3–0) | Mongólia | Santiago de Querétaro Nézőszám: 157 |

| Jegyzőkönyv | Jegyzőkönyv     | Jegyzőkönyv                                    | Jegyzőkönyv                                 | Jegyzőkönyv                                                                   |
| --- | --------------- | ---------------------------------------------- | ------------------------------------------- | ----------------------------------------------------------------------------- |
| | Cheung Ching Ho | Kapusok                                        | Sodbileg Baatarkhuu Enkhkhuslen Enkh-Erdene | Játékvezető: Alexander Hlavaty Vonalbírók: Óscar Pérez Luis Estirado Revuelta |
| \| \| 0–1 \| 03:31 – Batbaatar (Ankhbayar, Batorovich) \| \| L. Wong (Fung, Mak) – 05:25 \| 1–1 \| \| \| \| 1–2 \| 09:37 – Mishigsuren (Batbaatar, Urtnasan) (PP) \| \| Tang (Yam) – 10:30 \| 2–2 \| \| \| Cheng (Lee) (PP2) – 18:18 \| 3–2 \| \| \| L. Wong (Mak, Tang) – 19:27 \| 4–2 \| \| \| \| 4–3 \| 34:49 – Batbaatar (Urtnasan, Ankhbayar) (PP) \| \| Ngan (Cheng, Zheng) – 40:20 \| 5–3 \| \| \| Cheng (Wong K., Zheng) – 46:32 \| 6–3 \| \| \| Cheng (Yi, Lee) – 48:46 \| 7–3 \| \| |                 |                                                |                                             | Játékvezető: Alexander Hlavaty Vonalbírók: Óscar Pérez Luis Estirado Revuelta |
| 12 perc | Büntetések      | 6 perc                                         |                                             | Játékvezető: Alexander Hlavaty Vonalbírók: Óscar Pérez Luis Estirado Revuelta |
| 36 | Lövések         | 25                                             |                                             | Játékvezető: Alexander Hlavaty Vonalbírók: Óscar Pérez Luis Estirado Revuelta |
| | 0–1             | 03:31 – Batbaatar (Ankhbayar, Batorovich)      |                                             | Játékvezető: Alexander Hlavaty Vonalbírók: Óscar Pérez Luis Estirado Revuelta |
| L. Wong (Fung, Mak) – 05:25 | 1–1             |                                                |                                             | Játékvezető: Alexander Hlavaty Vonalbírók: Óscar Pérez Luis Estirado Revuelta |
| | 1–2             | 09:37 – Mishigsuren (Batbaatar, Urtnasan) (PP) |                                             | Játékvezető: Alexander Hlavaty Vonalbírók: Óscar Pérez Luis Estirado Revuelta |
| Tang (Yam) – 10:30 | 2–2             |                                                |                                             |                                                                               |
| Cheng (Lee) (PP2) – 18:18 | 3–2             |                                                |                                             |                                                                               |
| L. Wong (Mak, Tang) – 19:27 | 4–2             |                                                |                                             |                                                                               |
| | 4–3             | 34:49 – Batbaatar (Urtnasan, Ankhbayar) (PP)   |                                             |                                                                               |
| Ngan (Cheng, Zheng) – 40:20 | 5–3             |                                                |                                             |                                                                               |
| Cheng (Wong K., Zheng) – 46:32 | 6–3             |                                                |                                             |                                                                               |
| Cheng (Yi, Lee) – 48:46 | 7–3             |                                                |                                             |                                                                               |

| 2025. május 3. 20:30 | Mexikó | 9–2 (3–0, 1–1, 5–1) | Észak-Korea | Santiago de Querétaro Nézőszám: 764 |

| Jegyzőkönyv | Jegyzőkönyv     | Jegyzőkönyv                   | Jegyzőkönyv  | Jegyzőkönyv                                                          |
| --- | --------------- | ----------------------------- | ------------ | -------------------------------------------------------------------- |
| | Alfonso de Alba | Kapusok                       | Kim Kang-gun | Játékvezető: Dominic Cadieux Vonalbírók: Zachary Carson Aleix Espino |
| \| Majul – 00:28 \| 1–0 \| \| \| Samperio (Cuellar) – 06:04 \| 2–0 \| \| \| Majul – 14:32 \| 3–0 \| \| \| Méndez (Díaz) – 31:17 \| 4–0 \| \| \| \| 4–1 \| 35:17 – Kim Ku. (Han K.) (PP) \| \| Majul (Hagerman, Cuellar) (PP) – 44:59 \| 5–1 \| \| \| Tapia (L. Valencia, Rodríguez) – 47:31 \| 6–1 \| \| \| \| 6–2 \| 50:09 – Rim (Pak Y., Han K.) \| \| Tapia (Majul) (PP) – 54:09 \| 7–2 \| \| \| Tapia (L. Valencia, Cuellar) – 56:02 \| 8–2 \| \| \| Hagerman (L. Valencia, Cuellar) – 58:38 \| 9–2 \| \| |                 |                               |              | Játékvezető: Dominic Cadieux Vonalbírók: Zachary Carson Aleix Espino |
| 8 perc | Büntetések      | 26 perc                       |              | Játékvezető: Dominic Cadieux Vonalbírók: Zachary Carson Aleix Espino |
| 47 | Lövések         | 23                            |              | Játékvezető: Dominic Cadieux Vonalbírók: Zachary Carson Aleix Espino |
| Majul – 00:28 | 1–0             |                               |              | Játékvezető: Dominic Cadieux Vonalbírók: Zachary Carson Aleix Espino |
| Samperio (Cuellar) – 06:04 | 2–0             |                               |              | Játékvezető: Dominic Cadieux Vonalbírók: Zachary Carson Aleix Espino |
| Majul – 14:32 | 3–0             |                               |              | Játékvezető: Dominic Cadieux Vonalbírók: Zachary Carson Aleix Espino |
| Méndez (Díaz) – 31:17 | 4–0             |                               |              |                                                                      |
| | 4–1             | 35:17 – Kim Ku. (Han K.) (PP) |              |                                                                      |
| Majul (Hagerman, Cuellar) (PP) – 44:59 | 5–1             |                               |              |                                                                      |
| Tapia (L. Valencia, Rodríguez) – 47:31 | 6–1             |                               |              |                                                                      |
| | 6–2             | 50:09 – Rim (Pak Y., Han K.)  |              |                                                                      |
| Tapia (Majul) (PP) – 54:09 | 7–2             |                               |              |                                                                      |
| Tapia (L. Valencia, Cuellar) – 56:02 | 8–2             |                               |              |                                                                      |
| Hagerman (L. Valencia, Cuellar) – 58:38 | 9–2             |                               |              |                                                                      |